# Isaac Bonnici
Isaac Bonnici (* 5. Juni 2006) ist ein maltesischer Leichtathlet, der sich auf den Mittelstreckenlauf spezialisiert hat.

## Sportliche Laufbahn
Erste Erfahrungen bei internationalen Meisterschaften sammelte Isaac Bonnici beim Europäischen Olympischen Jugendfestival (EYOF) 2023 in Maribor, bei dem er mit 1:57,27 min in der Vorrunde im 800-Meter-Lauf ausschied. Im Jahr darauf belegte er bei den U20-Balkan-Hallenmeisterschaften in Belgrad in 1:56,89 min den sechsten Platz und 2025 wurde er bei den Balkan-Hallenmeisterschaften in Belgrad in 1:55,55 min Dritter im C-Lauf über 800 Meter. Im Mai belegte er bei den Spielen der kleinen Staaten von Europa (GSSE) in Andorra la Vella in 1:54,64 min den siebten Platz und gewann mit der Mixed-Staffel über 4-mal 400 Meter in 3:27,76 min die Silbermedaille hinter dem zyprischen Team. Zudem gewann er mit der Männerstaffel über diese Distanz in 3:13,71 min die Silbermedaille hinter dem Team aus Luxemburg. Anschließend belegte er bei der 3. Liga der Team-Europameisterschaft in Maribor in 4:06,54 min den achten Platz im 1500-Meter-Lauf und gelangte über 800 Meter mit 1:52,86 min auf den fünften Platz im schnelleren B-Lauf. Im Juli belegte er bei den U20-Balkan-Meisterschaften in Craiova in 1:52,85 min den fünften Platz über 800 Meter. Anschließend schied er bei den World University Games in Bochum mit 1:52,03 min in der ersten Runde aus, wie auch bei den U20-Europameisterschaften in Tampere mit 1:51,97 min.
In den Jahren 2023 und 2025 wurde Bonnici maltesischer Meister im 800-Meter-Lauf.

## Persönliche Bestleistungen
- 800 Meter: 1:51,97 min 7. August 2025 in Tampere (maltesischer U20-Rekord)
  - 800 Meter (Halle): 1:55,55 min, 15. Februar 2025 in Belgrad
- 1500 Meter: 4:00,60 min, 14. Juni 2025 in Marsa